# ICIUM
Az ICIUM [ejtsd: ájszium] (teljes nevén ICIUM – A jég varázslatos világa) élmény- és szoborpark a finnországi síközpont, Levi közvetlen közelében. A park 2010. december 18-án nyílt meg a nagyközönség előtt. A hóból és jégből faragott szobrok csaknem egy hektáros parkban a tél kezdetétől tavaszig várják a látogatókat.

## Az építkezés

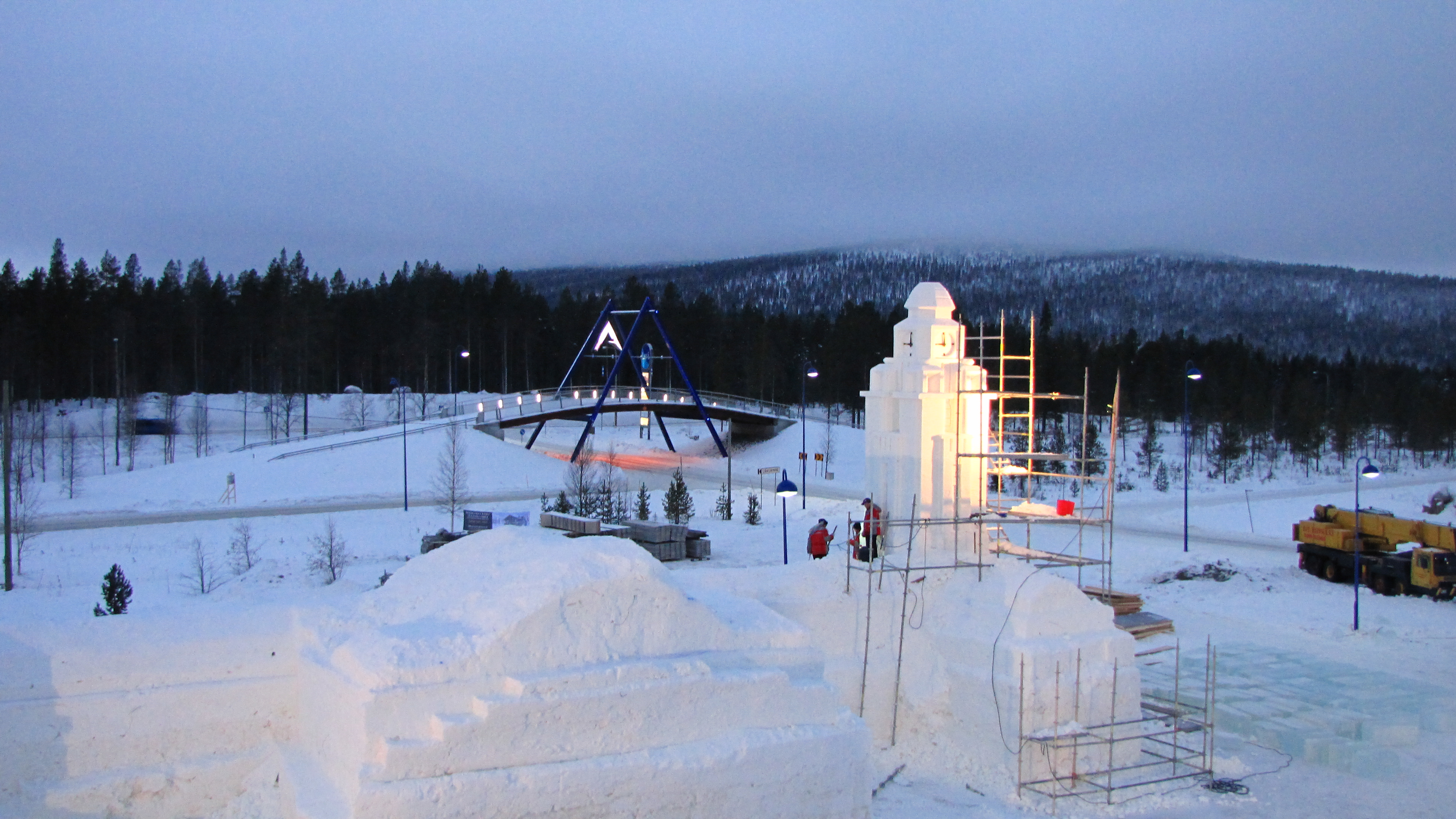
A helsinki főpályaudvar jégből készült másolatának építése 2010 decemberében

Az ICIUM komplexumot teljes egészében kínai jégszobrászok hozták létre. A művészek az 1963 óta évente megrendezett Nemzetközi Jégszoborfesztiválnak otthont adó Harbin városából érkeztek Finnországba.
Az első, 2010-ben létrejött ICIUM megépítése során több mint 10 ezer m3 havat használtak fel a művészek. Ezen felül a közeli Ounasjoki nevű folyóból a szobrokhoz szükséges mintegy 600 m3 jeget is ki kellett emelniük az építőknek.

## Az ICIUM épületei

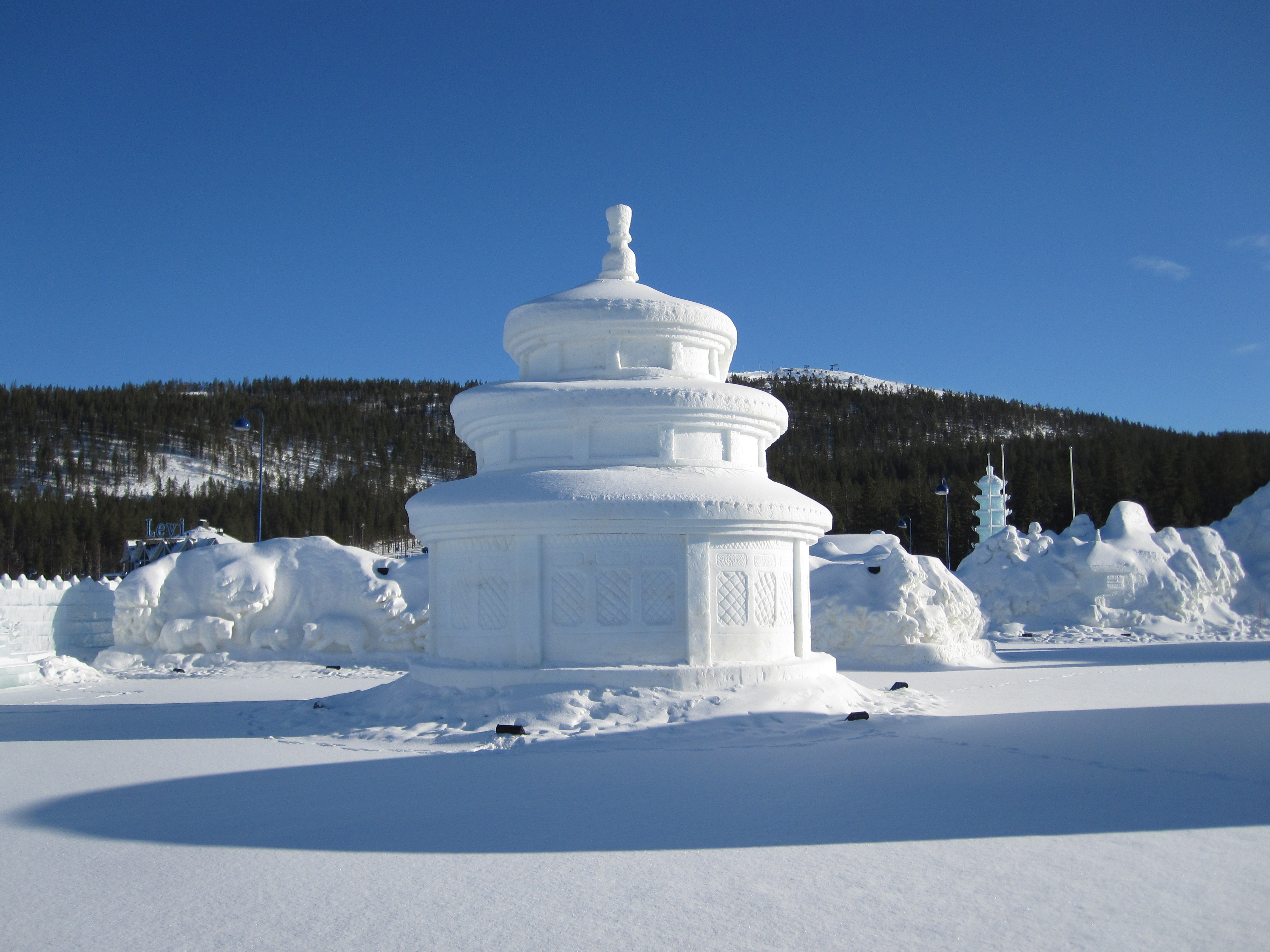
A pekingi Ég temploma

A 2010-11-ben rendezett  ICIUM fő látványosságai:
- A kínai nagy fal. A kiállítás egyik legmagasabb épülete. A 15 méter magas, 80 méter hosszú építményhez 5000 m3 havat használtak fel az építők;
- A helsinki székesegyház. Szintén 15 méter magas volt a finn főváros egyik épületének élethű másolata;
- A helsinki főpályaudvar;
- Pagoda. Az ICIUM legmagasabb jégszobra a több, mint 15 méteres zöld pagoda a volt;
- A pekingi Ég temploma;
- A Pekingi Nemzeti Stadion;
- A Terrakotta Hadsereg. A híres agyaghadsereg katonáinak jégből készült másolatai.

## Kínai népművészek
Az ICIUM Pekingből érkezett képzőművészeknek is otthont adott, akik a kínai népművészet hagyományos kézműves alkotásaival várták a látogatókat. A közönség élőben csodálhatta meg a szalmafonók, a tubákospalack-festők és a tészta-szobrászok munkáját.

## Az ICIUM kabalája
Az ICIUM kabalája, Mingming, a néhány hónapos pandabocs Bamboo Fairyland-ből érkezett Finnországba, ahol hamarosan társakra is talált. Niilával, a rénszarvas-papával, Ninával a kis rénszarvassal és magával a Mikulással közös erővel sikeresen megvédték Mingming otthonát a gonosz sárkány támadásaitól.